# Jusos
Jusos (niem. Jungsozialistinnen und Jungsozialisten in der SPD, pol. Młode socjalistki i młodzi socjaliści SPD) – lewicowe niemieckie stowarzyszenie polityczne utworzone w 1969, będące organizacją młodzieżową Socjaldemokratycznej Partii Niemiec.
Od 17 listopada 2023 przewodniczącym organizacji jest Philipp Türmer.
W 2015 r. stowarzyszenie liczyło ok. 70 000 członków i jest liczniejsze niż Wolna Partia Demokratyczna, trzecia najliczniejsza partia polityczna Niemiec.

## Przewodniczący[1]
- Karsten Voigt(inne języki) (1969–1972)
- Wolfgang Roth (1972–1974)

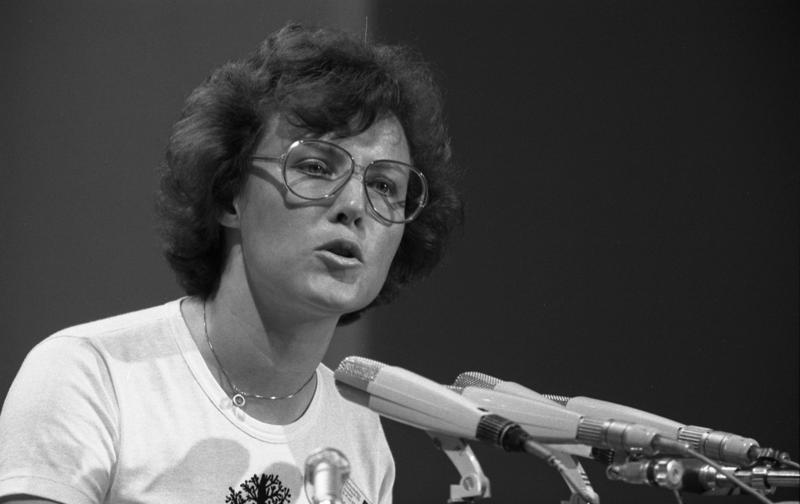
Heidemarie Wieczorek-Zeul, przewodnicząca Jusos (1976)

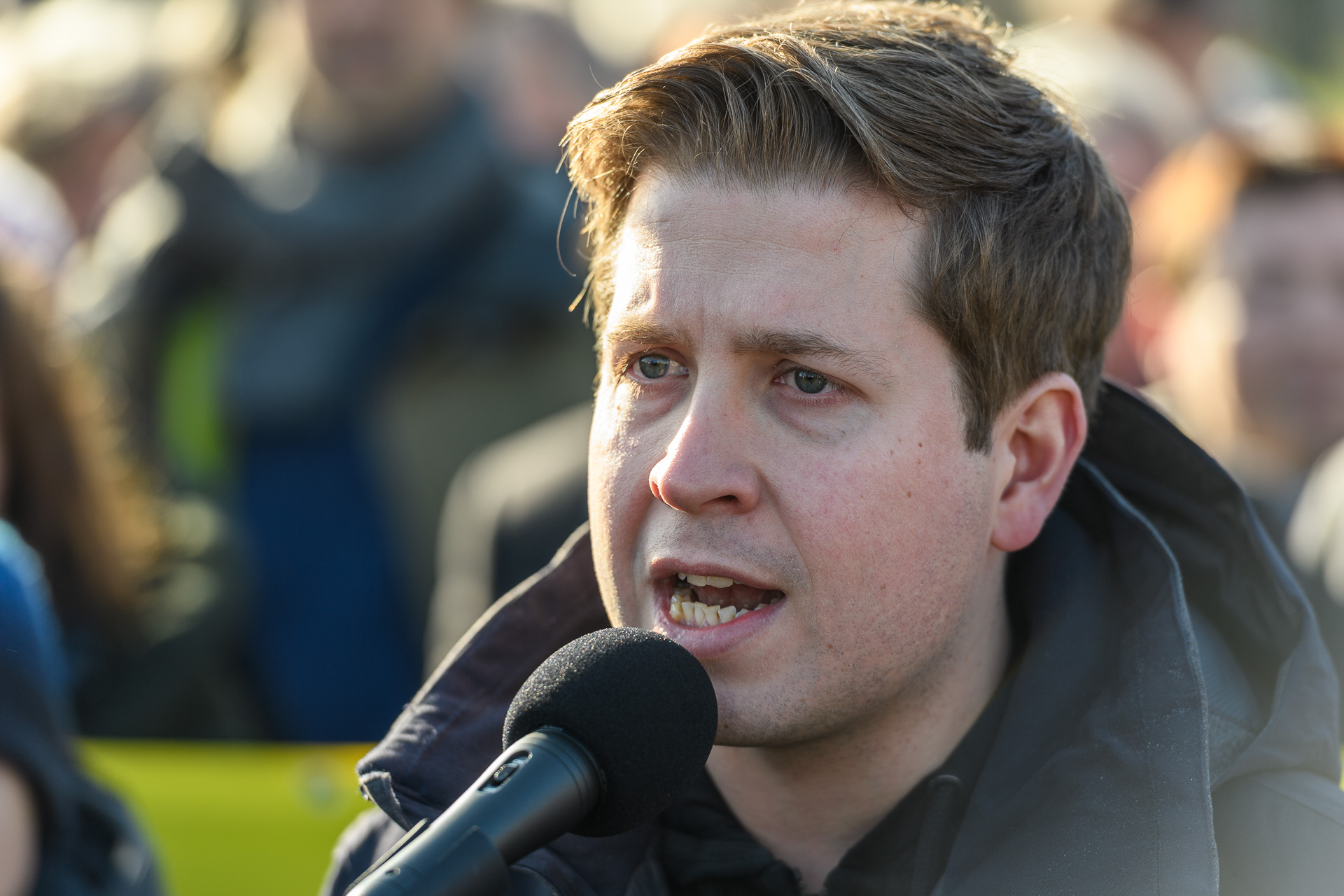
Kevin Kühnert, przewodniczący Jusos

- Heidemarie Wieczorek-Zeul (1974–1977)
- Klaus Uwe Benneter(inne języki) (1977)
- Gerhard Schröder (1978–1980)
- Willi Piecyk (1980–1982)
- Rudolf Hartung (1982–1984)
- Ulf Skirke(inne języki) (1984–1986)
- Michael Guggemos (1986–1988)
- Susi Möbbeck(inne języki) (1988–1991)
- Ralf Ludwig (1991–1993)
- Thomas Westphal (1993–1995)
- Andrea Nahles (1995–1999)

- Benjamin Mikfeld(inne języki) (1999–2001)
- Niels Annen(inne języki) (2001–2004)
- Björn Böhning(inne języki) (2004–2007)
- Franziska Drohsel(inne języki) (2007–2010)
- Sascha Vogt(inne języki) (2010–2013)
- Johanna Uekermann(inne języki) (2013–2017)
- Kevin Kühnert (2017–2021)
- Jessica Rosenthal(inne języki) (2021–2023)
- Philipp Türmer(inne języki) (od 2023)